# بیوه سیاه (فیلم ۱۹۸۷)
برای گونهٔ عنکبوت، عنکبوت بیوه سیاه را ببینید.
بیوه سیاه (انگلیسی: Black Widow) فیلمی در ژانر جنایی به کارگردانی باب رافلسون است که در سال ۱۹۸۷ منتشر شد.

## خلاصه فیلم
یک مامور فدرال در تعقیب زنی است که همسران خود را به قتل رسانده و دارایی‌های آن‌ها را تصاحب می‌کند...

## بازیگران
- دبرا وینگر
- تریسا راسل
- سامی فری
- دنیس هاپر
- روتانیا آلدا
- تری اوکوئین
- نیکول ویلیامسون
- لوئیس اسمیت
- داین لد
- جیمز هنگ
- دی دبلیو موفت
- لئو روسی
- مری وارناف